# Старе Залесе (Замбровський повіт)
Старе Залесе (пол. Stare Zalesie) — село в Польщі, у гміні Рутки Замбровського повіту Підляського воєводства. Населення — 73 особи (2011).
У 1975—1998 роках село належало до Ломжинського воєводства.

## Демографія
Демографічна структура станом на 31 березня 2011 року:
|          | Загалом | Допрацездатний вік | Працездатний вік | Постпрацездатний вік |
| -------- | ------- | ------------------ | ---------------- | -------------------- |
| Чоловіки | 33      | 6                  | 22               | 5                    |
| Жінки    | 40      | 10                 | 20               | 10                   |
| Разом    | 73      | 16                 | 42               | 15                   |